# Phthonoloba normis
Phthonoloba normis là một loài bướm đêm trong họ Geometridae.